# Vụ án EPCO - Minh Phụng
Vụ án Epco-Minh Phụng là một trong những vụ án kinh tế nổi tiếng nhất của Việt Nam thập niên 90. Epco-Minh Phụng từng là công ty liên doanh của Thành phố Hồ Chí Minh. Vụ án đã khiến lần lượt những đại gia có tiếng và cán bộ ngành ngân hàng phải vào tù vì những sai phạm trong quản lý tài chính, vi phạm các quản lý nhà nước, như Tăng Minh Phụng, Phạm Nhật Hồng, Nguyễn Ngọc Bích, Nguyễn Tuấn Phúc... Trong vụ án này, tòa án đã tuyên 6 án tử hình, điển hình như Tăng Minh Phụng, Liên Khui Thìn.
Minh Phụng là công ty TNHH do Tăng Minh Phụng là Tổng Giám đốc, EPCO là công ty TNHH Epco do Liên Khui Thìn làm Tổng Giám đốc. Chi tiết xem bài Tăng Minh Phụng và Liên Khui Thìn.

## Xử án
Ngày 21/5/1999, sau hai năm điều tra, 77 người, gồm cả các quan chức và một số doanh nhân hàng đầu, phải ra tòa tại Tòa án nhân dân thành phố Hồ Chí Minh để xét xử về tội tham nhũng và gian lận tài chính. Hơn 100 người tụ tập xung quanh nhà của tòa án để nghe các thủ tục trên loa phóng thanh. Hơn hai năm điều tra, 41 công ty gắn liền với Tăng Minh Phụng và Liên Khui Thìn, những người bị cáo buộc nợ hơn $ 280 triệu, phần lớn là vay mượn từ ngân hàng chính phủ. Mười tám cựu quan chức của ngân hàng nhà nước và công chức phải đối mặt với các bản án khác, và công an thành phố Hồ Chí Minh cũng bị nghi ngờ là tham gia vào các giao dịch tài sản có vấn đề. Theo án trạng thì Minh Phụng và công ty quốc doanh EPCO thông đồng để mở ra 47 công ty "ma" rồi đồng lõa với những ngân hàng nhà nước vay nợ hàng triệu đô la Mĩ, sau đó giật nợ, rút lui.
Kết thúc phiên tòa, 6 bị cáo bị tuyên án tử hình, gồm Tăng Minh Phụng, Liên Khui Thìn về tội lừa đảo, Phạm Nhật Hồng (nguyên phó giám đốc Ngân hàng Công thương chi nhánh thành phố Hồ Chí Minh), Nguyễn Ngọc Bích (nguyên phó giám đốc Ngân hàng Ngoại thương VN chi nhánh Thành phố Hồ Chí Minh), Nguyễn Tuấn Phúc (Chủ tịch Hội đồng quản trị công ty EPCO) bị mức án tử hình về đưa hối lộ, Nguyễn Xuân Phong (Bộ Nông nghiệp). Sáu bị cáo khác bị tuyên chung thân, trong đó có Lê Minh Xử (Giám đốc doanh nghiệp thuộc Bộ Công An). Các bị cáo còn lại bị tuyên các mức án khác nhau.

## Thi hành án
Vào 5h sáng ngày 17 tháng 7 năm 2003, Tăng Minh Phụng và Phạm Nhật Hồng bị thi hành án tử hình. TP HCM.
 Phạm nhân Nguyễn Ngọc Bích được giảm án xuống Chung thân nhưng đã chết vì bệnh trong tù. Liên Khui Thìn và Nguyễn Tuấn Phúc được giảm án xuống Chung thân. Liên Khui Thìn sau đó được giảm án xuống 20 năm rồi được tha năm 2009.

## Hậu quả
Vụ án đã gây thiệt hại kinh tế rất lớn cho một số bên liên quan, đặc biệt là các ngân hàng cấp tín dụng, với số tài sản, tiền phải thi hành án gần 6.000 tỷ đồng, nhưng tới nay còn khoảng 3.000 tỷ chưa thi hành được. Cụ thể, cả hai công ty Epco và Minh Phụng phải bồi thường và thanh toán các khoản nợ cho 6 ngân hàng gồm: Ngân hàng Công thương Việt Nam (Incombank, nay là Vietinbank), Ngân hàng Ngoại thương Việt Nam (Vietcombank), Ngân hàng TMCP xuất nhập khẩu Việt Nam (Eximbank), Ngân hàng TMCP Sài Gòn Công Thương (SaigonBank), Ngân hàng TMCP Đại Nam; Ngân hàng TMCP Gia Định (GiaDinhBank, nay là Ngân hàng Bản Việt - BVBank), tổng số tiền gần 6.000 tỷ đồng và 32,6 triệu USD.
Bên cạnh đó, số tài sản phải xử lý để bảo đảm thi hành án cũng rất lớn với trên 390 danh mục gồm 476 đơn vị tài sản là nhà xưởng, dây chuyền sản xuất, máy móc, kho tàng, văn phòng, biệt thự... khối tài sản này tòa án xác định tại thời điểm xét xử trị giá trên 2.232 tỷ đồng. Từ năm 2002, ông Nguyễn Tấn Dũng là trưởng ban chỉ đạo thi hành án.
Tính tới tháng 6/2011, vụ án còn hàng nghìn tỷ VND chưa được thi hành xong.
Dư luận bấy giờ cho rằng toàn bộ tài sản to lớn của Minh Phụng và EPCO bao gồm hệ thống các xưởng sản xuất may mặc, nhiều nhà cửa, khách sạn và đất đai bị nhà nước tịch biên, nếu được bán theo giá thị trường, Minh Phụng có khả năng hoàn trả các khoản nợ dễ dàng và chỉ phải chịu hình phạt tù về gian lận tài chính, chứ không đến mức bị tử hình. Tuy nhiên, ở thời điểm bấy giờ, thị trường bất động sản Việt Nam đang đóng băng do ảnh hưởng từ cuộc khủng hoảng tài chính Đông Nam Á năm 1997, nên việc tài sản của EPCO bán được nhanh và thu được đủ tiền trả nợ là một vấn đề rất khó khăn (nếu việc này dễ dàng thì Tăng Minh Phụng đã làm để đảo nợ chứ không để bị bắt).

## Một cách nhìn từ khía cạnh luật pháp quốc tế đối với vụ án
Theo bài nghiên cứu "Self-interest and ideology: bureaucratic corruption in Vietnam" của J Gillespie đăng trên Australian Journal of Asian Law 2001, ông này cho rằng vụ xử án Minh Phụng - EPCO có nhiều vấn đề về phía cơ quan tư pháp và hệ thống luật pháp của Chính phủ Việt Nam. Một số tội mà Tăng Minh Phụng phải chịu đáng lẽ có thể được giảm nhẹ hơn. Trong bối cảnh khủng hoảng tài chính châu Á năm 1997, quyết định của chính phủ không cho phép doanh nghiệp tư nhân trong nước được nhận vốn từ doanh nghiệp nước ngoài, đặc biệt là Singapore và Đài Loan cũng góp phần khai tử cho Minh Phụng và EPCO.